# ТЕС Рупша (Orion Power)
22°46′0″ пн. ш. 89°35′3″ сх. д. / 22.76667° пн. ш. 89.58417° сх. д.
ТЕС Рупша (Orion Power) – електростанція на заході Бангладеш, споруджена компанією Orion Power. 
В 21 столітті на тлі стрімко зростаючого попиту у Бангладеш почався розвиток генеруючих потужностей на основі двигунів внутрішнього згоряння, які могли бути швидко змонтовані. Зокрема, в 2018-му поблизу третього за розмірами міста країни Кхулна почала роботу ТЕС Рупша компанії Orion Power. Вона має 6 генераторних установок Wartsila W18V50 потужністю по 18,4 МВт, відпрацьовані якими гази потрапляють у 6 котлів-утилізаторів, постачених фінською Alfa Laval, від яких живиться мала парова турбіна від індійської Triveni Turbine. 
Як паливо використовують нафтопродукти, доставка яких здійснюється водним транспортом по річці Бхейраб (один з рукавів дельти Ганга), на лівому березі якої знаходиться майданчик ТЕС. До комплексу станції входить сховище з резервуарами, розрахованими на зберігання 4000 тон палива.
Видача продукції відбувається по ЛЕП, розрахованій на роботу під напругою 132 кВ.
Можливо відзначити, що існують плани спорудження значно потужнішої парогазової ТЕС Рупша з показником 800 МВт, проте їх реалізація, зокрема, стримується дефіцитом природного газу для поставок по трубопроводу Бхерамара – Кхулна.